# 曾卓乔
曾卓乔（1932年—），男，湖南双峰人，中国矿山测量专家，曾任中南工业大学教授、博士生导师。